# Philodendron mamei
Philodendron mamei är en kallaväxtart som beskrevs av Éduard-François André. Philodendron mamei ingår i släktet Philodendron och familjen kallaväxter. Inga underarter finns listade.